# 新宮山古墳
新宮山古墳（しんぐうやまこふん、巨勢山708号墳）は、奈良県御所市稲宿（いないど）にある古墳。形状は円墳（一説に前方後円墳）。巨勢山古墳群を構成する古墳の1つ。奈良県指定史跡に指定されている。

## 概要
奈良盆地南縁、巨勢山丘陵から東に延びる尾根の先端部に築造された古墳である。これまでに発掘調査は実施されていない。
墳形は円形で、直径25メートル以上を測るが、北東方向を前方部とする前方後円墳の可能性もある。墳丘外表で葺石・埴輪は認められていない。埋葬施設は両袖式の横穴式石室で、南東方向に開口する。石室全長13.6メートルを測る大型石室であり、玄室内には奥に緑泥片岩製の組合式石棺を、手前に竜山石製の刳抜式家形石棺を据える。石室内の副葬品は詳らかでない。
築造時期は、古墳時代後期の6世紀中葉-後半頃と推定される。巨勢谷では権現堂古墳に続く時期の築造と想定され、巨勢谷を本拠地とした古代氏族の巨勢氏の首長墓の1つとして重要視される古墳になる。
古墳域は1980年（昭和55年）3月28日に奈良県指定史跡に指定されている。現在では石室内への立ち入りは制限されている。

## 遺跡歴
- 1980年（昭和55年）3月28日、奈良県指定史跡に指定。
- 1987年（昭和60年）、巨勢山古墳群の調査に際して巨勢山708号墳として番号設定[4]。

## 埋葬施設

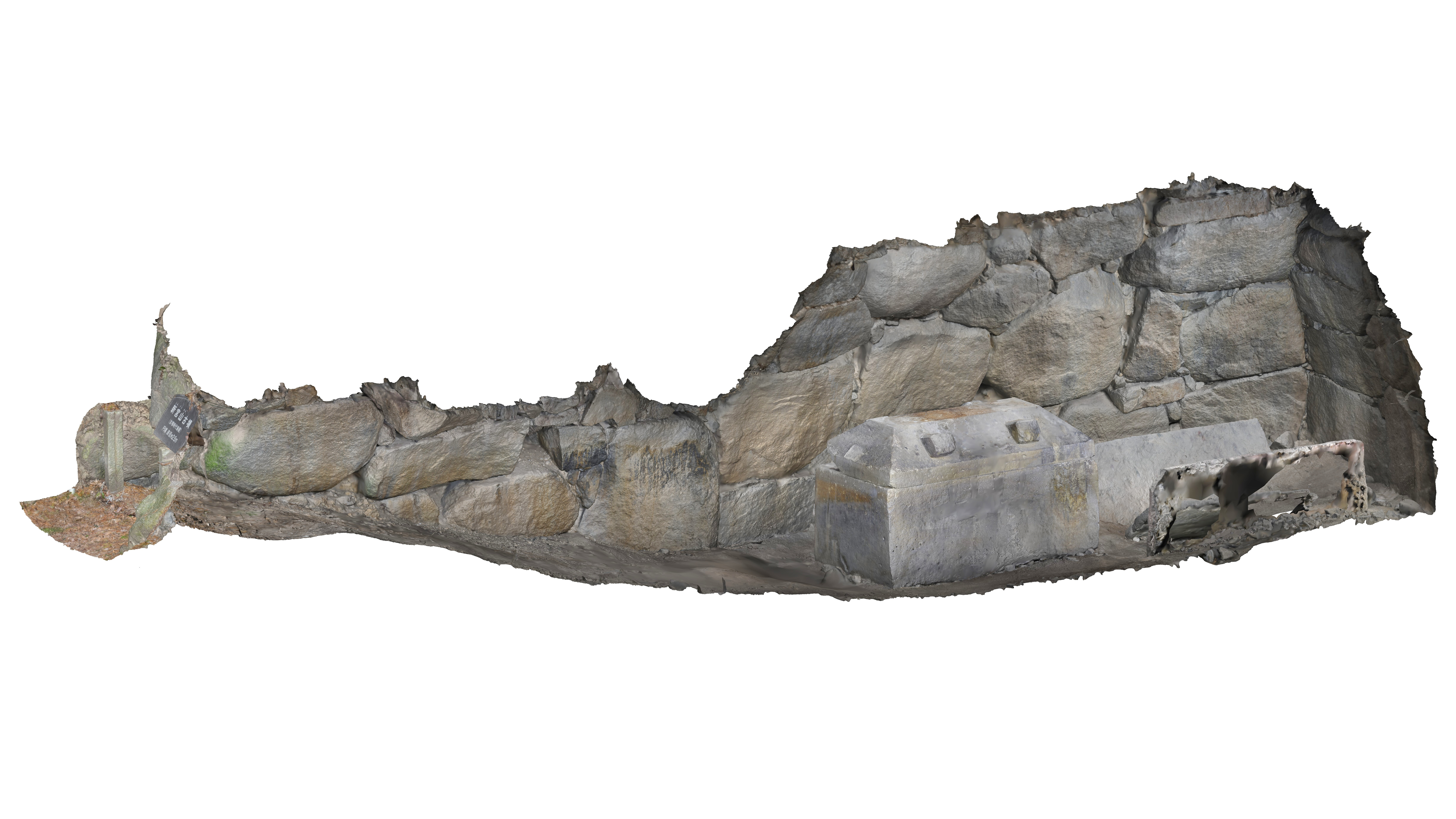
石室俯瞰図

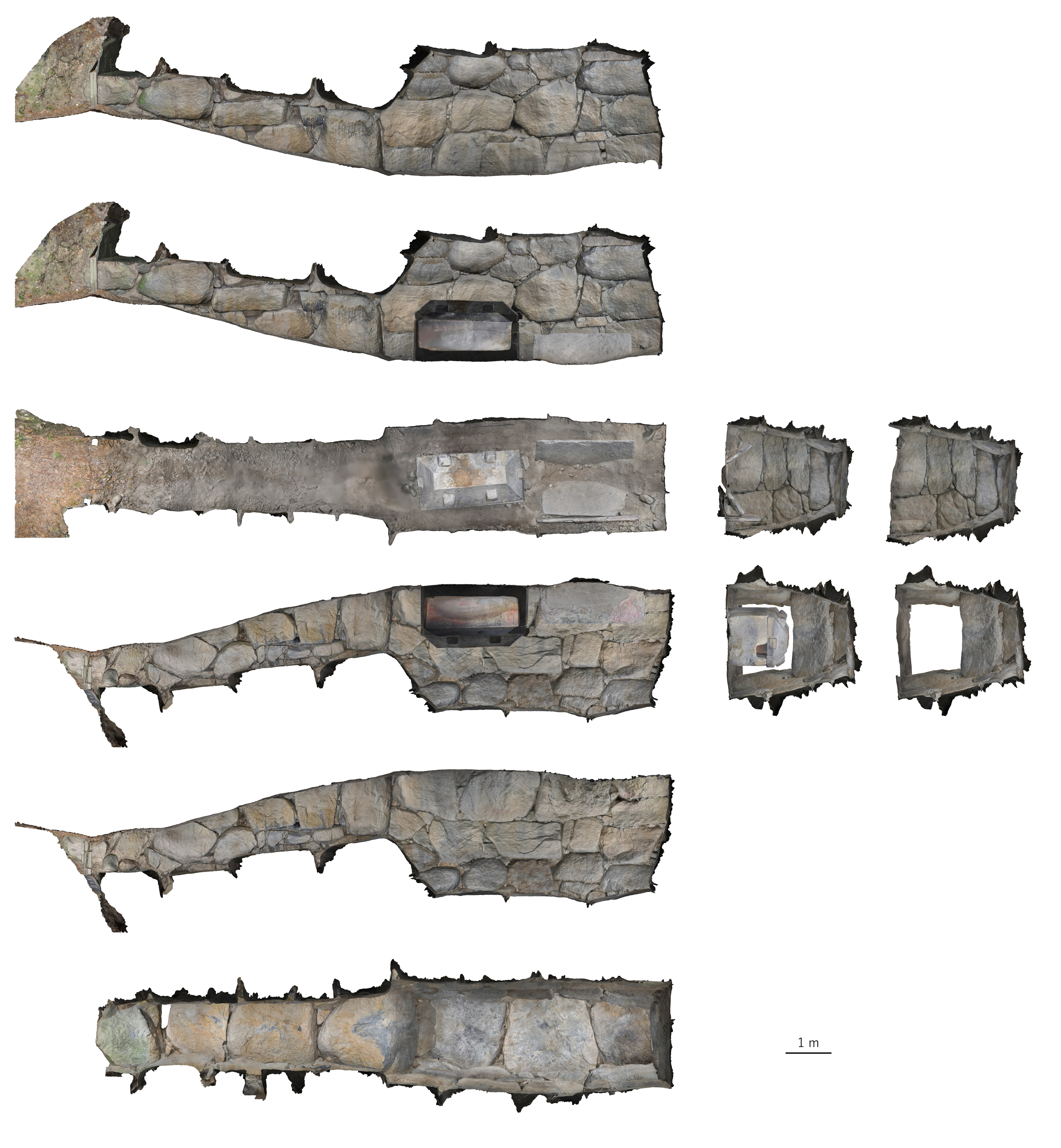
石室展開図

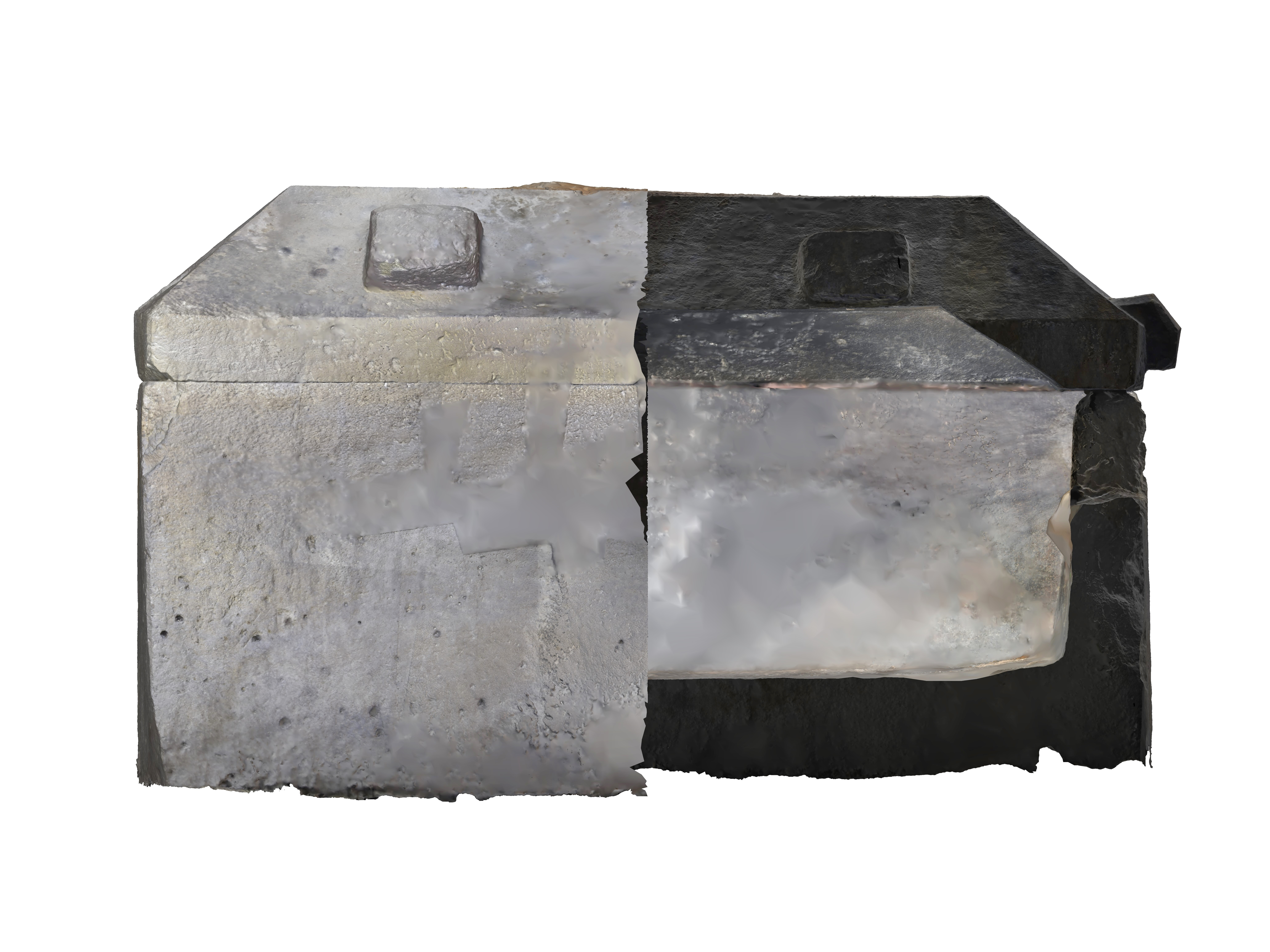
家形石棺立断面図

埋葬施設としては両袖式横穴式石室が構築されており、南東方向に開口する。石室の規模は次の通り。
- 石室全長：13.6メートル
- 玄室：長さ6.3メートル、幅2.5メートル、高さ3.0メートル
- 羨道：長さ7.3メートル、幅1.7メートル、高さ1.4メートル

石室の石材は花崗岩。玄室では奥壁・両側壁は3-4段積みとし、袖石は1石とする。
玄室内には、奥に組合式の箱式石棺を、手前に刳抜式家形石棺を据える。箱式石棺は紀の川流域産の緑泥片岩製で、板石を組み合わせて構築されており、赤色顔料の塗布が認められる。家形石棺は兵庫県加古川流域産の竜山石製で、蓋石には短辺1対・両長辺2対の縄掛突起を付す。棺身には稜の面取りが施されるほか、奥壁側には盗掘孔が開けられており、内面には赤色顔料の塗布が認められる。奥棺（初葬棺）の方が格式が高いべきところ、本古墳では前棺（追葬棺）の家形石棺の方が格式が高い点で注目される事例になる。

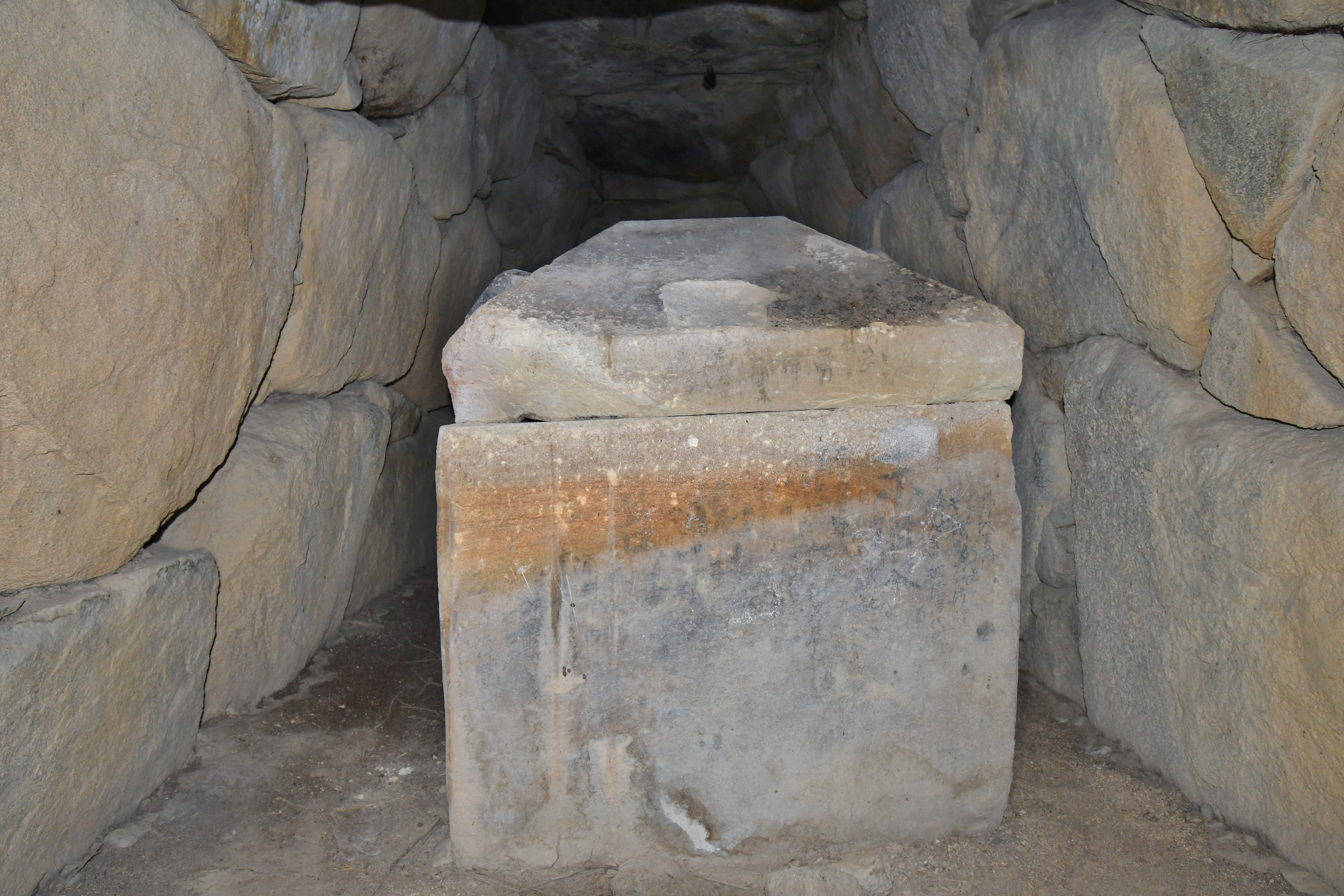
玄室（奥壁方向）
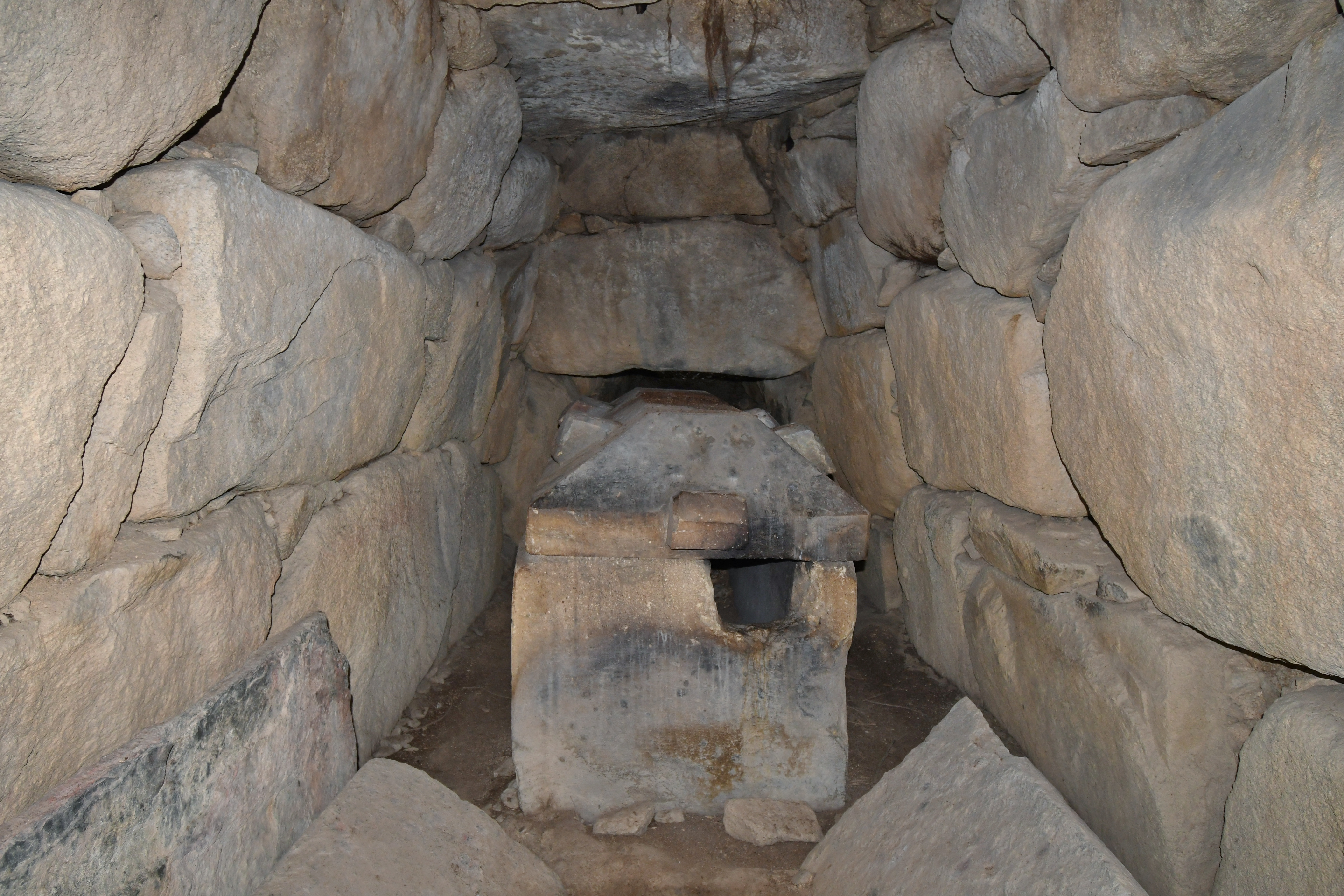
玄室（開口部方向）
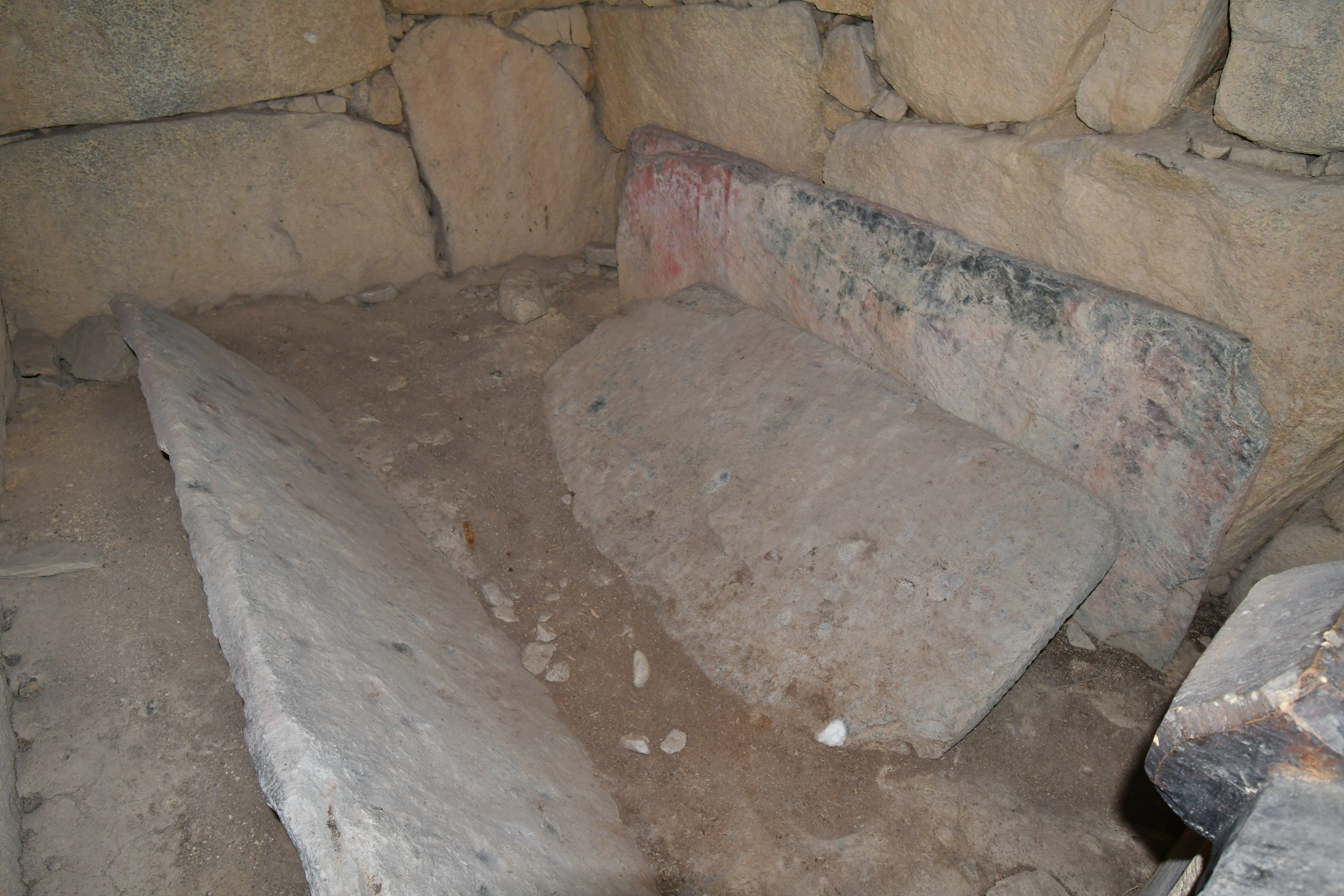
玄室の組合式石棺（奥棺）
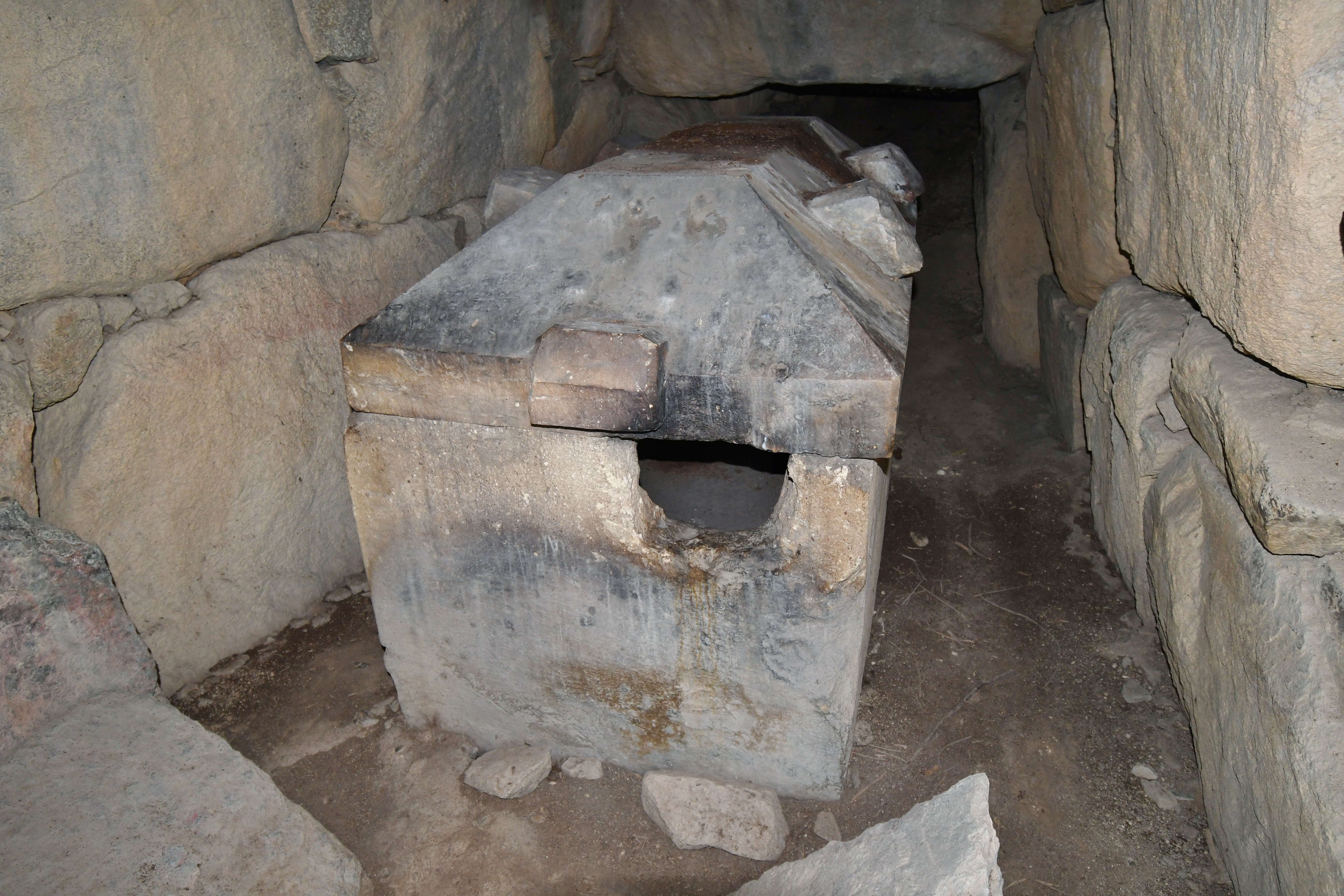
玄室の家形石棺（手前棺）
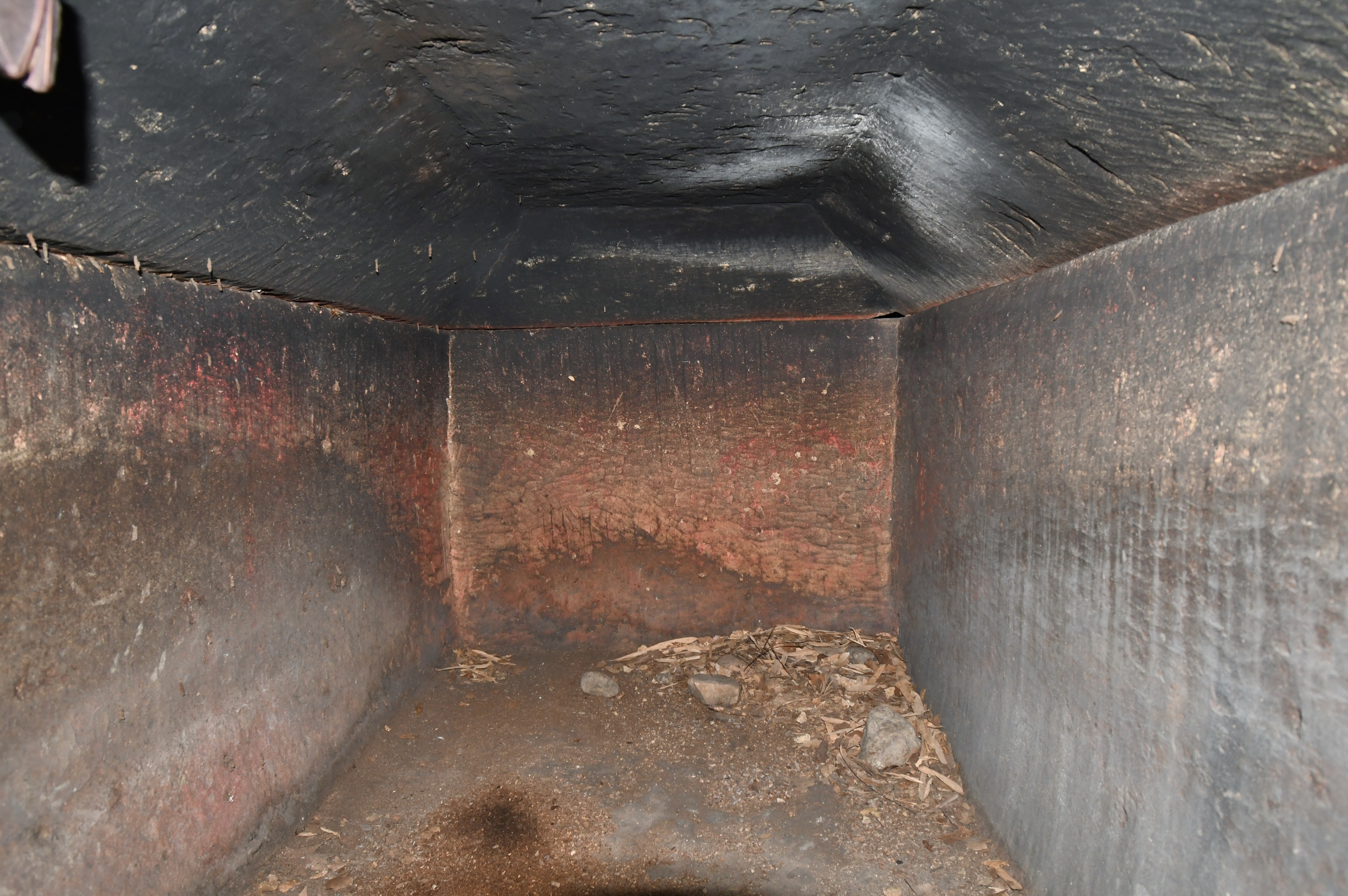
家形石棺内部
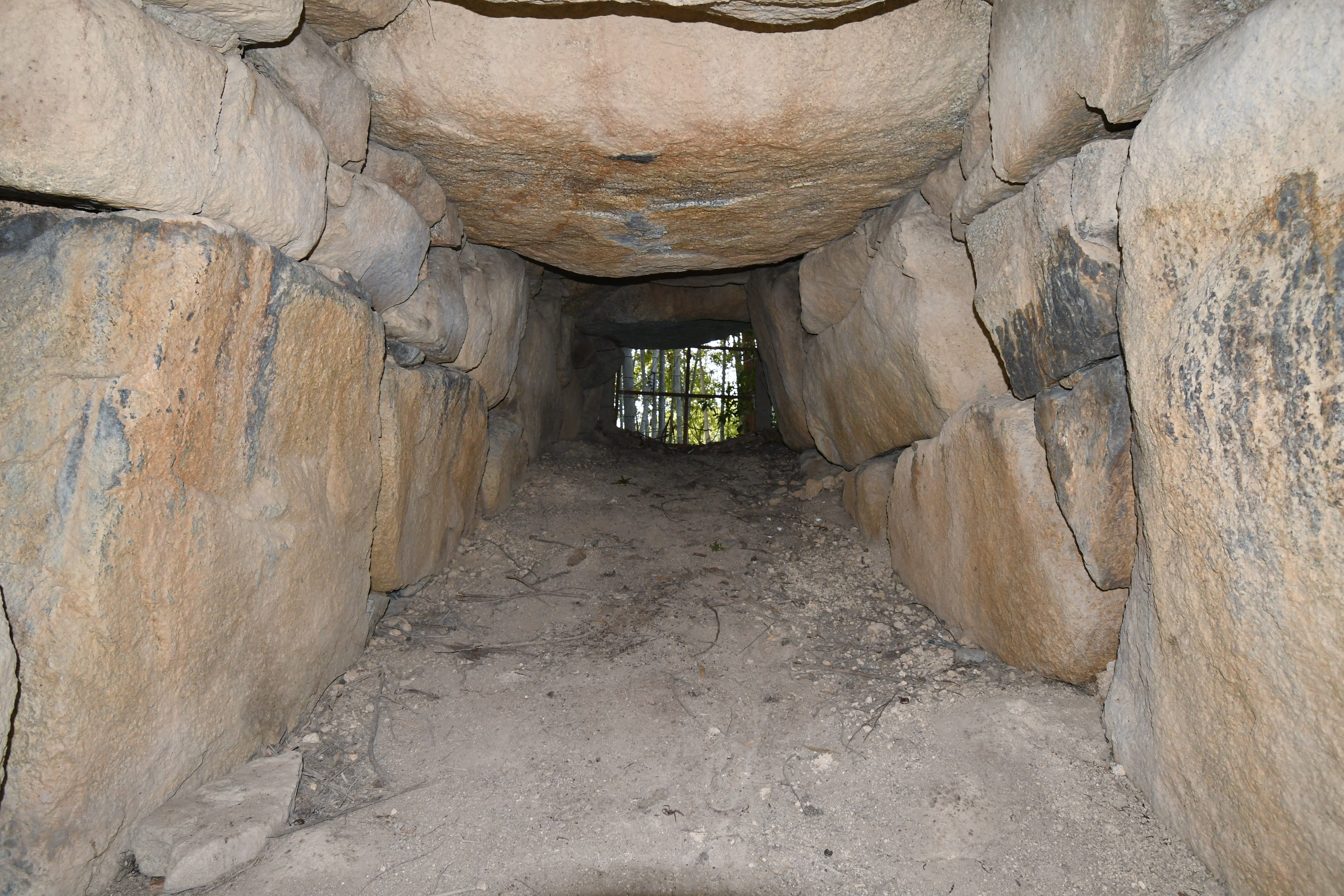
羨道（開口部方向）
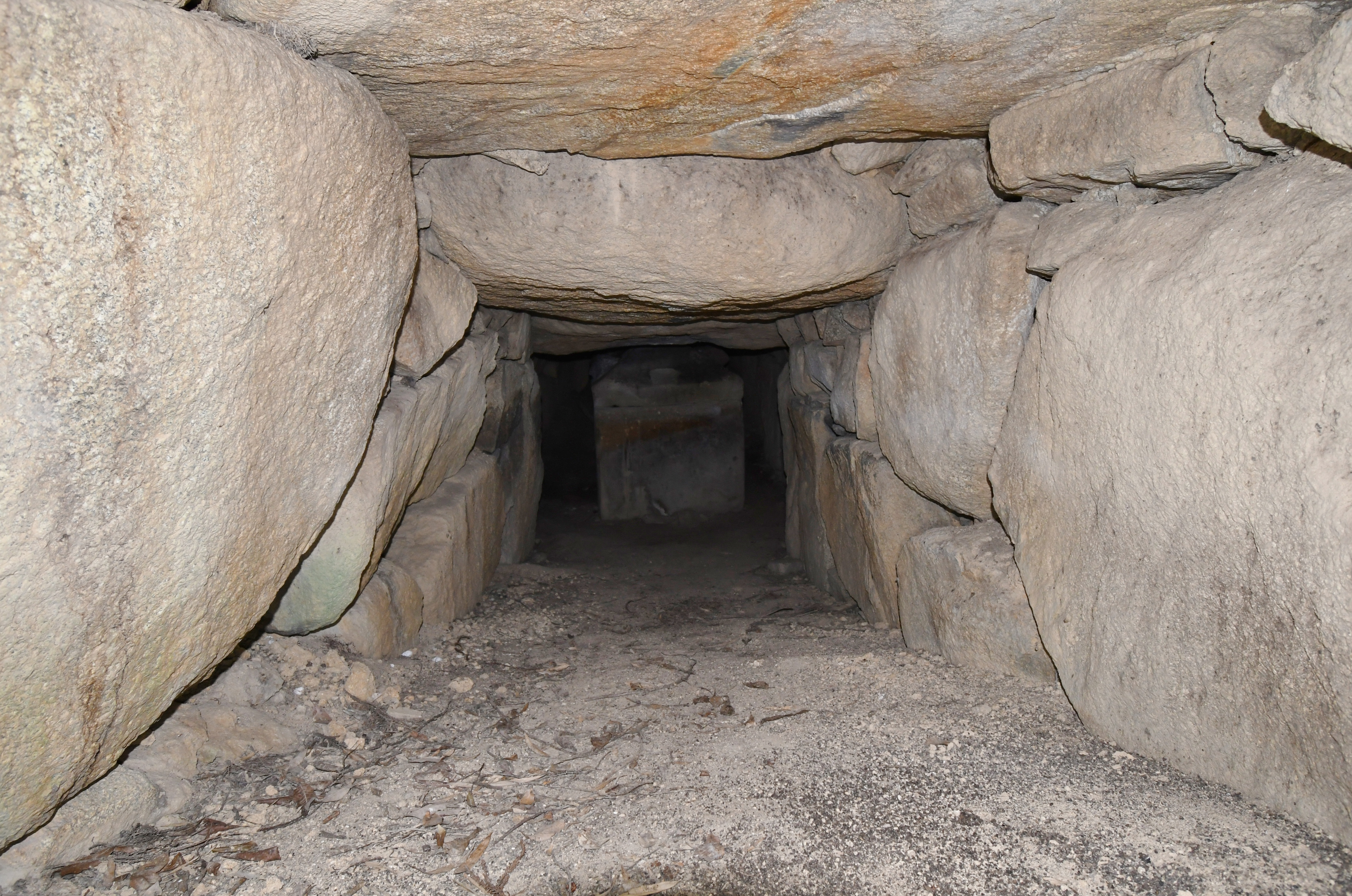
羨道（玄室方向）
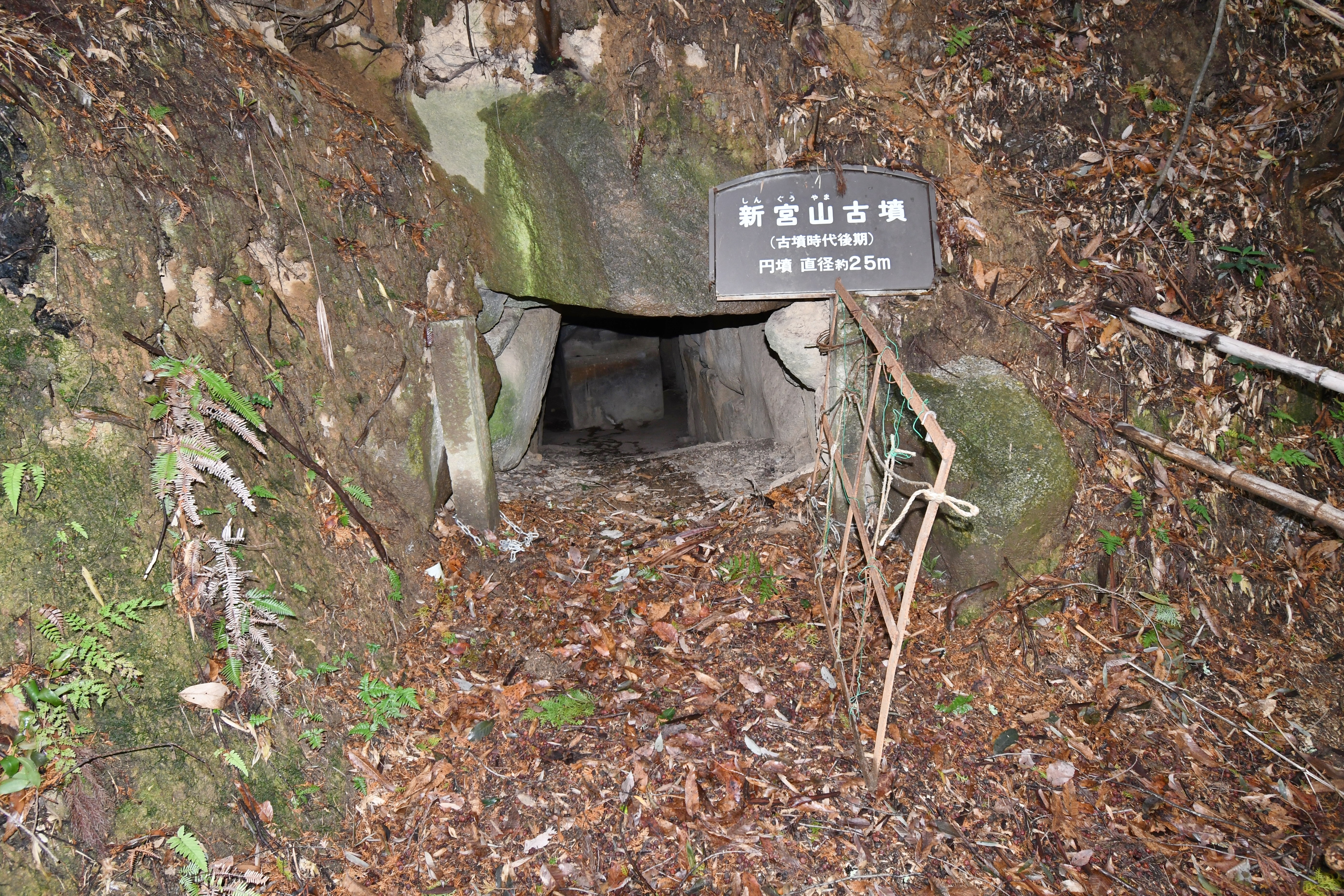
開口部
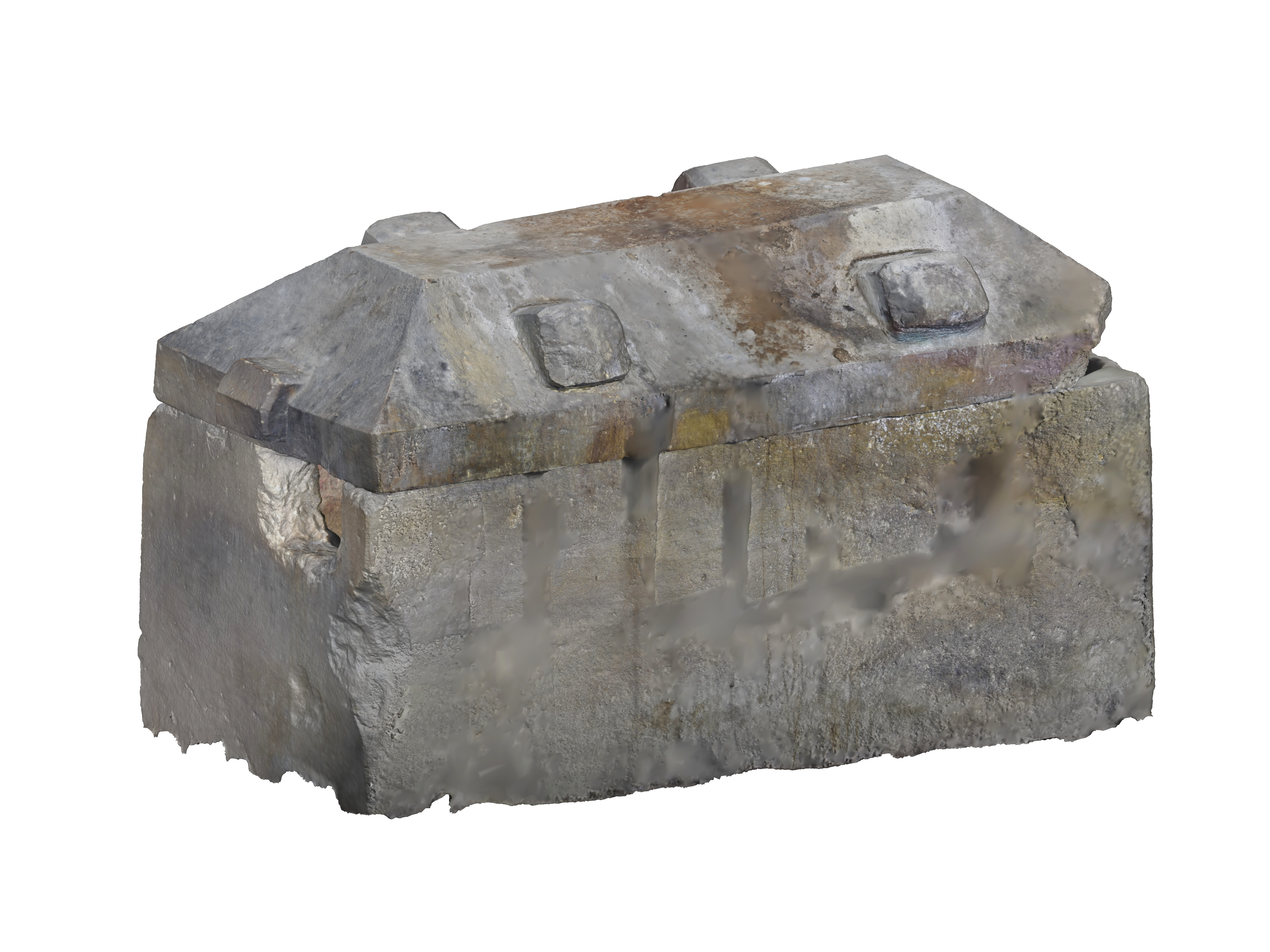
石棺俯瞰図
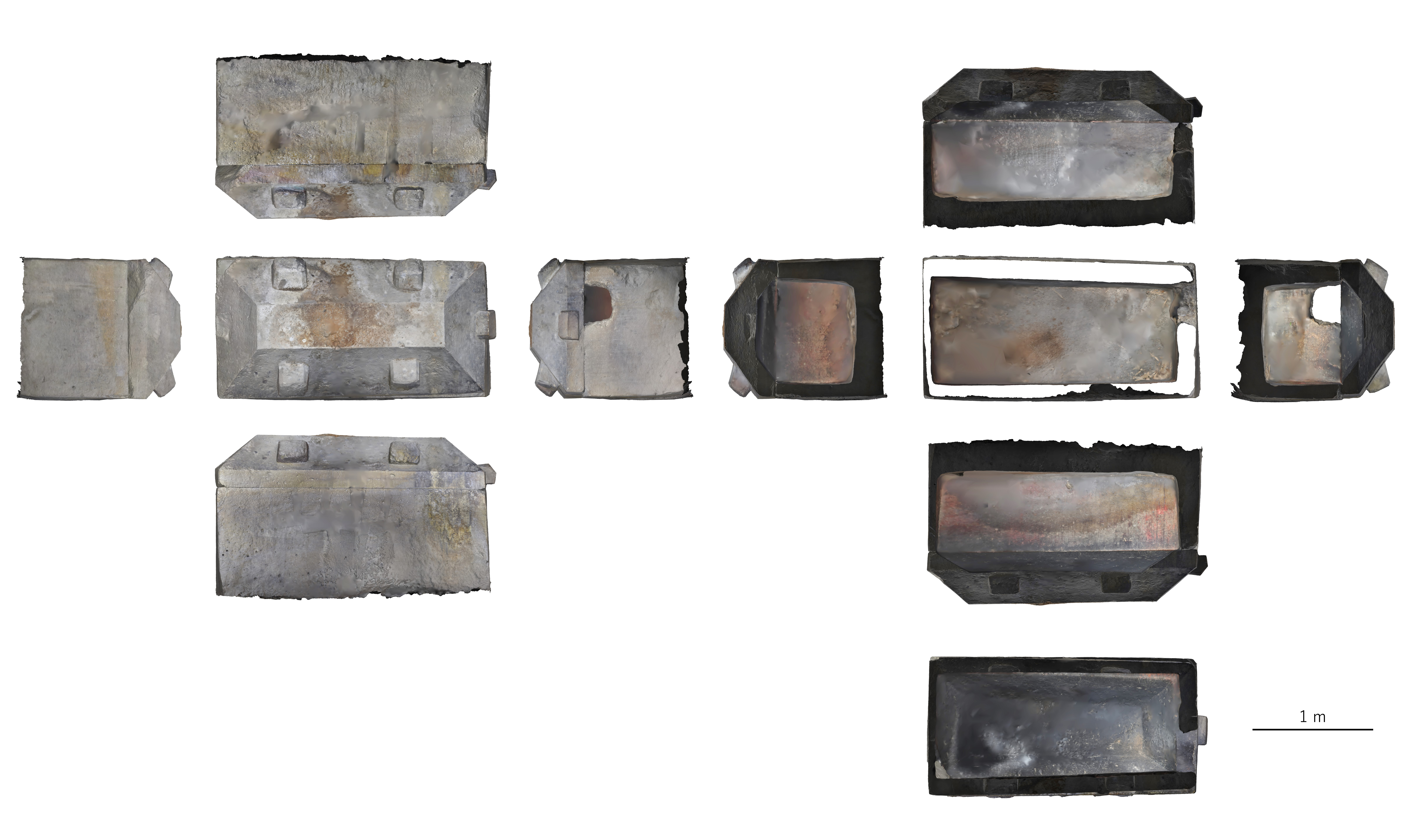
石棺展開図

## 文化財

### 奈良県指定文化財
- 史跡
  - 新宮山古墳 - 1980年（昭和55年）3月28日指定。

## 関連文献
（記事執筆に使用していない関連文献）
- 「新宮山古墳」『奈良県指定文化財』 昭和54年度版、奈良県教育委員会、1980年。